# Ornon
Ornon település Franciaországban, Isère megyében. Lakosainak száma 151 fő (2022. január 1.). Ornon Oulles, Villard-Reymond, Le Bourg-d’Oisans, Lavaldens, Livet-et-Gavet és Chantepérier községekkel határos.

## Népesség
A település népességének változása:
| Lakosok száma | 157  | 65   | 87   | 138  | 136  | 133  | 152  | 161  | 160  | 151  |
|               | 1968 | 1982 | 1990 | 2006 | 2013 | 2015 | 2017 | 2019 | 2020 | 2022 |